# 篠崎正嗣
篠崎 正嗣（しのざき まさつぐ、1950年2月17日 - ）は、東京都生まれの作曲家、編曲家、ヴァイオリニスト、スタジオ・ミュージシャン。篠崎正嗣ストリングスのリーダー。「しのざき まさし」は誤読。

## 来歴
JCAA（日本作編曲家協会） 元理事、RMAJ（Recording Musicians Association of Japan）会長。
父は篠崎弘嗣。篠崎弘嗣、斎藤秀雄に師事。
淡海悟郎とミクロコスモスII（後のミノタウロス）、文窒凧などのグループ活動を経て、篠崎正嗣ストリングスを結成、様々な演奏活動を展開。
アコースティック・ヴァイオリンの他に、エレクトリック・ヴァイオリン、MIDIヴァイオリン、胡弓（二胡）の演奏、作・編曲家としても活動。
クラシックからポップスまで幅広いジャンルを手がけ、ドラマ・ニュース・アニメ・ゲーム・ラジオなど参加作品は数多。
田中公平、佐藤直紀、黒石ひとみ、菅野よう子、三枝成彰、大島ミチル、和田薫、菅野祐悟など多くの作・編曲家らとレコーディングに携わる。

### エピソード
- Koike Strings主宰、小池弘之は篠崎正嗣ストリングス出身。
- 加藤ジョーストリングス、RUSH by TAKASHI KATO主宰、加藤高志は学生時代の同期。

## 参加作品

### リリース

#### ソロ・ワーク
- 1980年 - 「NASA=MASA」（ワーナー・パイオニア）
- 1986年10月 - 「螢川」（映画劇伴）
- 1988年3月 - 「グラス・ヴァイオリン」
- 1989年3月 - 「ウォーター&ヴァイオリン」
- 1990年12月 - 「G線上のアジア」
- 1992年1月 - 「虎の咆哮」
- 1994年10月 - 「夜に抱かれて」
- 2000年6月 - 「Yuri Violin」（韓国で発売）
- 2001年10月 - 「Isao Sasaki & Masatsugu Shinozaki Live in Seoul」（韓国で発売）
- 2011年6月 - 「Rhapsodie」（19年ぶりのオリジナル・アルバム。Kim Studioにて制作。）

#### 式部
大島ミチルと篠崎正嗣によるユニット。音楽プロデュースを伊藤圭一（Kim Studio）が担当。
- 1990年10月25日 - 「大英博物館 Vol.1」（ポリスター）
- 1991年1月25日 - 「大英博物館 Vol.2」（ポリスター）
- 1991年12月21日 - 「穫－MINORI」（ポリスター）
- 1993年2月25日 - 「漣歌～ドキュメント 太平洋戦争」（DATA MUSIC）

#### 共同制作
- 1985年9月 - 「オータム・セレナーデ」（イサオ・ササキピアノトリオ）（CD:K32Y-6028/LP:K28P-6382）
- 1989年9月「LE MISTRAL Violin Super Summit」（玉木宏樹・中西俊博・篠崎正嗣）
- 1991年1月「ことばとあそぼう（第1集）」（波瀬満子、劇団こまどり、篠崎正嗣）
- 1991年7月 - イサオ・ササキとのコンピレーションアルバム「六月の人魚」
- 1993年4月 「はじめまして、バイオリン」（淡海悟郎、篠崎正嗣）
- 2004年 - 村山達哉主宰のTOKYO GRAND ORCHESTRAに参加。

### プロデュース
- 槇小奈帆 - アルバム「幻」（1988年1月）、アルバム「ネイレス」（2001年10月）
- コッピョル（韓国胡弓（ヘグム）奏者） - アルバム「small flowers」（2003年9月）、アルバム「star gardenn」（2004年6月）

### レコーディング参加

#### ポップス
TRAIN-TRAIN／THE BLUE HEARTS（1988）
- illusion／久石譲（1988）
- 冬の旅人／久石譲（1989）
- ついのすみか／SACRA（1991）
- Crispy!／スピッツ（1993）
- I'm a Singer／雪村いづみ（1994）
- 空の飛び方／スピッツ（1994）
- ハチミツ／スピッツ（1995）
- LOVE PHANTOM／B'z（1995）
- LOOSE／B'z（1995）
- どんなに強く抱いても／栗林誠一郎（1995）
- 10 WINGS／中島みゆき（1995）（収録曲「思い出させてあげる」ではエレクトリック・ヴァイオリン・ソロを務める）
- FRIENDS II／B'z（1996）
- Calling／B'z（1997）
- SURVIVE／B'z（1997）
- IN MY DREAM／真行寺恵里（1998）
- HOME／B'z（1998）
- KNOCKIN'“T”AROUND／松本孝弘（1999）
- ギリギリchop／B'z（1999）
- Brotherhood／B'z（1999）
- RING／B'z（2000）
- ELEVEN／B'z（2000）
- INOCHI…／Toshi(2000)
- 地上の星／中島みゆき（2000）
- ヘッドライト・テールライト／中島みゆき（2000）
- GOLD ／B'z（2001）
- Lucy／坂本真綾（2001）
- 華／松本孝弘（2002）
- GREEN／B'z（2002）
- 志庵／稲葉浩志（2002）
- KI／稲葉浩志（2003）
- ホワイトロード／GLAY（2004）
- 明日／平原綾香（2005）
- MY STORY Classical／浜崎あゆみ（2005）
- 創聖のアクエリオン／AKINO from bless4（2005）
- 傑作撰2001～2005／森山直太朗（2005）
- 空創 クリップ／スキマスイッチ（2005）
- マツケンサンバIII／松平健（2005）
- Listen To The Music 2／槇原敬之（2005）
- Theatre Of Strings／松本孝弘（2005）
- THUNDER BIRD／T.M.Revolution（2006）
- バラ色の未来／森昌子（2006）
- ARASHIC／嵐（2006）
- マタアイマショウ（Orchestra Version）／SEAMO（2006）
- トライアングラー／坂本真綾（2008）
- Angel Feather Voice／黒石ひとみ（2008）
- 深愛／水樹奈々（2009）
- Angel Feather Voice 2／黒石ひとみ（2011）
- 今 ここにいる／新山詩織（2014）

#### インストゥルメンタル
- α-BET-CITY／久石譲（1985）
- My Lost City／久石譲（1992）
- 君だけを見ていた／久石譲（1992）
- 美しの里〜LEGEND OF PEACH VALLEY／黒石ひとみ（2001）
- 西辺来龍 DRAGON FROM THE WEST／TAK MATSUMOTO（2002）
- 永遠の詩／上妻宏光（2005）
- MAXIMA de Mika Agematsu／上松美香（2005）
- Yuji Ohno, You & Explosion Band -Made In Y.O.-／大野雄二（2005）
- 恋衣／チェン・ミン（2005）
- 美しの里〜四季／黒石ひとみ（2008）

### TV
- 1985年12月 - 「ゆく年くる年」オープニング曲担当。
- 1997年4月 - 「FNNスピーク」「FNNニュース555 ザ・ヒューマン」テーマ音楽担当。
- 1997年10月 - NHK-BS hi「山河憧景『秋月（アキカゲ）』」音楽担当。
- 1992年12月 - NHKスペシャル「ドキュメント太平洋戦争」音楽担当。（ユニット「式部」による） ,全6集；第１集「大日本帝国のアキレス腱 ～太平洋シーレーン作戦〜」（1992年12月6日）、第2集「敵を知らず己を知らず 〜ガダルカナル〜」（1993年1月10日）、第3集「エレクトロニクスが戦を制す〜マリアナ・サイパン〜」（1993年2月7日）、第4集「責任なき戦場 〜ビルマ・インパール〜」（1993年6月13日）、第5集「踏みにじられた南の島 〜レイテ・フィリピン〜」（1993年8月8日）、第6集「一億玉砕への道 〜日ソ終戦工作〜」（1993年8月15日）

### ドラマ
- NHK「包丁いっぽん」 - 1993年1月、音楽担当。
- 日本テレビ「夜に抱かれて」 - 1994年10月、オープニング曲担当。
- テレビ朝日「快刀!夢一座七変化」 - 1996年10月、テーマ音楽担当。
- NHK-BS hi「駆落ち」 - 2002年1月、音楽担当。
- 日本テレビ「大都会 PARTII」／淡海悟郎（1977） - ミクロコスモスIIのメンバーとして参加
- テレビ朝日「光戦隊マスクマン」／淡海悟郎（1987）
- テレビ朝日「代表取締役刑事」／服部隆之（1990）
- フジテレビ「愛という名のもとに」／日向敏文（1992）※情報源：本作のライナーノーツ
- 日本テレビ「星の金貨」／溝口肇（1995）
- フジテレビ「ピュア」／溝口肇（1996）
- 日本テレビ「恋のバカンス」／岩代太郎（1997）
- フジテレビ「殴る女」／大島ミチル（1998）
- TBS「ビューティフルライフ」／溝口肇（2000）
- NHK「真夜中は別の顔」／菅野よう子（2002）
- テレビ朝日「爆竜戦隊アバレンジャー」／羽田健太郎（2003）
- フジテレビ「救命病棟24時III」／佐橋俊彦（2005）
- NHK「義経」／岩代太郎（2005）
- 日本テレビ「ごくせん」／大島ミチル（2005）
- NHK「風のハルカ」／本多俊之（2005）
- TBS「涙そうそう この愛に生きて」／千住明（2005）
- テレビ朝日「獣拳戦隊ゲキレンジャー」／三宅一徳（2006）
- フジテレビ「西遊記 (2006年のテレビドラマ)」／武部聡志（2006）
- フジテレビ「Ns'あおい」／福島祐子・澤野弘之（2006）
- 日本テレビ「女王の教室スペシャル」／池頼広（2006）
- 日本テレビ「CAとお呼びっ!」／大島ミチル（2006）
- TBS「誰よりもママを愛す」／長谷川智樹（2006）
- フジテレビ「コード・ブルー -ドクターヘリ緊急救命-」／佐藤直紀（2008）
- NHK「龍馬伝」／佐藤直紀（2010）
- フジテレビ「コード・ブルー -ドクターヘリ緊急救命- 2nd season」／佐藤直紀（2010）

### アニメ
- 科学冒険隊タンサー5／淡海悟郎（1979） - ミノタウロスのメンバーとして参加
- クレヨンしんちゃん／荒川敏行（1992）
- ゲゲゲの鬼太郎 第4シリーズ／和田薫（1996）
  - ゲゲゲの鬼太郎 第5シリーズ／堀井勝美（2007）
  - 墓場鬼太郎／和田薫（2008）[2]
- ポケットモンスター／宮崎慎二（1997）小池弘之グループと共作[2]
- ブレンパワード／菅野よう子（1998）
- カウボーイビバップ／菅野よう子（1998）
- カードキャプターさくら／根岸貴幸（1998）[2]
- To Heart／和田薫（1999）[2]
- からくりの君／和田薫（1999）篠崎正嗣 section名義
- 今、そこにいる僕／岩崎琢（1999）
- ONE PIECE／田中公平・浜口史郎
- 地球防衛企業ダイ・ガード／田中公平・川井憲次（1999）
- 風まかせ月影蘭／佐橋俊彦（2000）
- サクラ大戦TV／田中公平（2000）
- 犬夜叉／和田薫（2000）[2]
  - 犬夜叉 完結編／和田薫（2009）[2]
  - 半妖の夜叉姫／和田薫（2020）[2]
- 学校の怪談／和田薫（2000）[2]
- 銀河鉄道物語／青木望（2003）
- ラストエグザイル／黒石ひとみ（2003）
- ボボボーボ・ボーボボ／亀山耕一郎（2003）小池弘之グループと共作[2]
- アガサ・クリスティーの名探偵ポワロとマープル／渡辺俊幸（2004）コンサートマスター
- 機動戦士ガンダムSEED DESTINY／佐橋俊彦（2004 - 2005）
- 甲虫王者ムシキング 森の民の伝説／和田薫（2005）
- ドラえもん／沢田完（2005）
- プレイボール／和田薫（2005年）[2]
- 交響詩篇エウレカセブン／佐藤直紀（2005）
- 攻殻機動隊　STAND ALONE COMPLEX／菅野よう子（2005）
- 創聖のアクエリオン／菅野よう子（2005）
- ルパン三世 天使の策略 〜夢のカケラは殺しの香り〜／大野雄二（2005）
- BLACK BLOOD BROTHERS／佐橋俊彦（2006）
- 結界師／岩崎琢（2006）
- 武装錬金／田中公平（2006）
- 護くんに女神の祝福を!／上松範康（2006）
- D.Gray-man／和田薫（2006）
  - D.Gray-man HALLOW／和田薫（2016年）[2]
- コードギアス 反逆のルルーシュ／中川幸太郎・黒石ひとみ（2006）
- デルトラ・クエスト／大谷幸（2007）
- DARKER THAN BLACK -黒の契約者-／菅野よう子（2007）
- マクロスF／菅野よう子（2008）
- コードギアス 反逆のルルーシュR2／中川幸太郎・黒石ひとみ（2008）
- キャシャーンSins／和田薫（2008）
- 聖闘士星矢 THE LOST CANVAS 冥王神話／和田薫（2009）[2]
- かなめも／橋本由香利（2009）[2]
- 宙のまにまに／CooRie・大久保薫（2009）[2]
- 東京マグニチュード8.0／大谷幸（2009）[2]
- 四畳半神話大系／大島ミチル（2010）
- LASTEXILE-銀翼のファム-／黒石ひとみ（2011）
- 花咲くいろは／浜口史郎（2011）[2]
- 氷菓／田中公平(2012)
- さんかれあ／橋本由香利（2012）[2]
- 八犬伝ー東方八犬異聞ー／黒石ひとみ（2013）
- 暗殺教室／佐藤直記（2015）[2]
- 逆転裁判 〜その「真実」、異議あり!〜／和田薫（2016）[2]
- パズドラ／和田薫（2018）[2]

### 映画
- 螢川 - 1986年10月、音楽担当。
- ラストエンペラー - 1987年、胡弓演奏。
- 機動戦士ガンダム 逆襲のシャア／三枝成章（1988）
- 異人たちとの夏 - 1988年9月、音楽担当。
- 遺産相続 - 1990年10月、降旗康男監督作品。音楽担当。
- あの夏、いちばん静かな海。／久石譲（1991）
- 映画クレヨンしんちゃんシリーズ／荒川敏行 他（1993）
- Love Letter／REMEDIOS（1995）
- 劇場版ポケットモンスターシリーズ／宮崎慎二（1998）
- 犬夜叉 時代を越える想い／和田薫（2001）[2]
  - 犬夜叉 鏡の中の夢幻城／和田薫（2002）[2]
  - 犬夜叉 天下覇道の剣／和田薫（2003）[2]
  - 犬夜叉 紅蓮の蓬莱島／和田薫（2004）[2]
- あずみ2 Death or Love／川村栄二（2005）
- 阿修羅城の瞳／菅野よう子（2005）
- 鋼の錬金術師 シャンバラを征く者／大島ミチル（2005）
- 金色のガッシュベル ～メカバルカンの来襲～／大谷幸（2005）
- この胸いっぱいの愛を／千住明（2005）
- THE 有頂天ホテル／本間勇輔（2006）
- 真救世主伝説 北斗の拳 ラオウ伝 殉愛の章／梶浦由記（2006）
- LIMIT OF LOVE 海猿／佐藤直紀（2006）
- ゲド戦記／寺嶋民哉（2006）
- UDON／渡辺俊幸（2006）
- 河童のクゥと夏休み／若草恵（2007）
- イップ・マン 序章／川井憲次　- 二胡演奏（2008）
  - イップ・マン 葉問／川井憲次　- 二胡演奏（2010）
- カイジ 人生逆転ゲーム/菅野祐悟(2009)[2]
- 思い出のマーニー／村松崇継（2014）

### CM
- 1987年11月 - 花王エッセンシャル・シャンプー／「ミル」
- 1990年10月 - 三菱・3000GTO／「翡翠の沈む湖」

### ゲーム
- オウガバトルOGRE～GRAND REPEART～ （1996）
- ファイナルファンタジーVIII／植松伸夫・浜口史郎（1999）
- ファイナルファンタジーIX／植松伸夫・浜口史郎（2000）
- ファイナルファンタジーX／植松伸夫・浜口史郎（2001）
- ファイナルファンタジーXI／植松伸夫・浜口史郎（2002）
- アンリミテッド:サガ／浜渦正志（2002）
- ゼノサーガ エピソードII［善悪の彼岸］／梶浦由記（2004）
- ワイルドアームズ ザ フォースデトネイター／なるけみちこ・外山和彦（2005）
- 信長の野望／山下康介（2005）
- キングダムハーツII／下村陽子・和田薫（2005）
- ゼノサーガ エピソードIII［ツァラトゥストラはかく語りき］／梶浦由記（2006）
- ファイナルファンタジーXII／崎元仁（2006）
- ルパン三世 ルパンには死を、銭形には恋を／大野雄二（2007） - 二胡演奏
- マリオカート8／朝日温子・藤井志帆・永松亮・岩田恭明・永田権太（2014） - ヴァイオリン・二胡演奏